# مردی از یو.ان.سی.ال.ای. (مجموعه تلویزیونی)
مردی از یو.ان.سی.ال.ای. (انگلیسی: The Man from U.N.C.L.E.) یک مجموعهٔ تلویزیونی اکشن و جاسوسی آمریکایی است که در سال ۱۹۶۴ منتشر شد.

## گزیدهٔ بازیگران

### اصلی
- رابرت وان
- دیوید مک‌کالوم
- لئو جی. کارول

### فرعی و میهمان
- ویلیام شاتنر
- لئونارد نیموی
- ورنر کلمپرر
- جیمز دوهان
- باربارا فلدون
- رابرت کالپ
- جیل ایرلند
- ریکاردو مونتالبان
- جوآن کراوفورد
- جنت لی
- ران ریچ
- جک پالانس
- سانی اند شر
- ریچارد اندرسون
- ایو آردن
- مارتین بالسام
- ویتنی بلک
- جون بلوندل
- جودی کارنی
- راجر کارمل
- تد کسیدی
- جوآن کالینز
- ایوون کریگ
- کیم دربی
- آلبرت دکر
- ایوان دیکسون
- چاد اورت
- ان فرانسیس
- هارولد گلد
- گریسون هال
- پت هرینگتون جونیور
- جیمز هنگ
- آلن جنکینس
- پتسی کلی
- ریچارد کیل
- مارتا کریستن
- السا لنچستر
- مارتین لاندو
- آنجلا لنسبوری
- هربرت لام
- جولی لاندن
- جک لرد
- لسلی نیلسن
- ایو مک‌وی
- کرول اوکانر
- سوزان اولیور
- دیوید اپاتوشو
- لسلی پریش
- النور پارکر
- اسلیم پیکنز
- وینسنت پرایس
- دوروثی پروواین
- سزار رومرو
- شارلی روگلز
- کرت راسل
- تلی ساوالاس
- باربارا شلی
- نانسی سیناترا
- شارون تیت
- تری توماس
- ریپ تورن
- فریتس ویور
- باربارا بوشه